# Erste Bank Eishockey Liga 2011/2012
Sezóna 2011/2012 byla 82. sezónou Rakouské ligy. Od této sezony se v lize představil také český zástupce Orli Znojmo, který dosud hrál 1. českou hokejovou ligu (2. nejvyšší soutěž v Česku). Vítězem ročníku se stal tým EHC Linz.

## Herní systém
V základní části se hrálo celkem 44 kol (v každém kole měl jeden tým volno, celkem tedy 40 zápasů). Po základní části se pokračovalo nádstavbovou částí, kde se týmy rozdělily do dvou skupin. Ve skupině A hrálo 6 nejlepších týmů a ve skupině B zbylých 5 týmů. Celá skupina A a dva nejlepší týmy ze skupiny B postoupili do playoff, které se hrálo na 4 vítězné zápasy.
Bodovalo se stejně jako v NHL - za vítězství obdržel vítěz 2 body, za porážku v prodloužení nebo na nájezdy 1 bod, za prohru v základním čase pak 0 bodů.

## Základní část

### První fáze
| Vysvětlivka                                              |
| -------------------------------------------------------- |
| Nejlepších šest týmů postoupilo do nadstavbové skupiny A |
| Zbylých pět týmů hrálo v nadstavbové skupině B           |

| Poř. | Tým                      | Z  | V  | P  | VP | PP | VN | PN | Skóre   | +/- | B  |
| ---- | ------------------------ | -- | -- | -- | -- | -- | -- | -- | ------- | --- | -- |
| 1.   | EHC Linz                 | 40 | 29 | 11 | 1  | 2  | 4  | 2  | 147:104 | +43 | 62 |
| 2.   | KHL Medveščak Záhřeb     | 40 | 24 | 16 | 0  | 5  | 3  | 1  | 135:99  | +36 | 54 |
| 3.   | EC Red Bull Salzburg     | 40 | 24 | 16 | 2  | 3  | 2  | 0  | 144:129 | +15 | 51 |
| 4.   | EC KAC                   | 40 | 22 | 18 | 2  | 1  | 0  | 3  | 124:114 | +10 | 48 |
| 5.   | HDD Olimpija Lublaň      | 40 | 21 | 19 | 2  | 1  | 3  | 2  | 122:119 | +3  | 45 |
| 6.   | SAPA Fehervar AV19       | 40 | 20 | 20 | 4  | 1  | 0  | 3  | 132:122 | +10 | 44 |
| 7.   | EC Rekord Fenster VSV    | 40 | 21 | 19 | 4  | 0  | 2  | 0  | 112:101 | +11 | 42 |
| 8.   | UPC Vienna Capitals      | 40 | 17 | 23 | 2  | 1  | 4  | 5  | 120:136 | -16 | 40 |
| 9.   | Moser Medical Graz 99ers | 40 | 19 | 21 | 1  | 0  | 1  | 1  | 112:123 | -11 | 39 |
| 10.  | HC Orli Znojmo           | 40 | 14 | 26 | 1  | 3  | 3  | 3  | 100:137 | -37 | 34 |
| 11.  | HK Acroni Jesenice       | 40 | 9  | 31 | 0  | 2  | 3  | 5  | 82:146  | -64 | 25 |

### Druhá fáze
| Vysvětlivka                             |
| --------------------------------------- |
| Tým postupující do čtvrtfinále play off |

Výsledky z první fáze se do nadstavby nezapočítávaly, týmy si pouze odnesly bonusové body za umístění v první fázi (uvedeny v závorkách).

#### Skupina A
| Poř. | Tým                  | Z  | V | P | VP | PP | VN | PN | Skóre | +/- | B      |
| ---- | -------------------- | -- | - | - | -- | -- | -- | -- | ----- | --- | ------ |
| 1.   | EHC Linz             | 10 | 6 | 4 | 0  | 0  | 0  | 0  | 32:29 | +3  | 16 (4) |
| 2.   | KHL Medveščak Záhřeb | 10 | 5 | 5 | 0  | 1  | 0  | 0  | 31:29 | +2  | 14 (3) |
| 3.   | SAPA Fehervar AV19   | 10 | 7 | 3 | 0  | 1  | 0  | 0  | 37:26 | +11 | 14 (0) |
| 4.   | EC Red Bull Salzburg | 10 | 4 | 6 | 1  | 0  | 1  | 1  | 32:42 | -10 | 11 (2) |
| 5.   | EC KAC               | 10 | 4 | 6 | 0  | 0  | 0  | 0  | 26:28 | -2  | 9 (1)  |
| 6.   | HDD Olimpija Lublaň  | 10 | 4 | 6 | 0  | 0  | 0  | 1  | 35:39 | -4  | 9 (0)  |

#### Skupina B
| Poř. | Tým                      | Z | V | P | VP | PP | VN | PN | Skóre | +/- | B      |
| ---- | ------------------------ | - | - | - | -- | -- | -- | -- | ----- | --- | ------ |
| 7.   | HC Orli Znojmo           | 8 | 5 | 3 | 0  | 1  | 0  | 0  | 28:22 | +6  | 11 (0) |
| 8.   | UPC Vienna Capitals      | 8 | 4 | 4 | 0  | 0  | 0  | 1  | 30:20 | +10 | 11 (2) |
| 9.   | EC Rekord Fenster VSV    | 8 | 4 | 4 | 0  | 0  | 0  | 0  | 16:18 | -2  | 11 (3) |
| 10.  | Moser Medical Graz 99ers | 8 | 4 | 4 | 1  | 0  | 1  | 1  | 18:18 | ±0  | 10 (1) |
| 11.  | HK Acroni Jesenice       | 8 | 3 | 5 | 0  | 0  | 1  | 0  | 19:33 | -14 | 6 (0)  |

## Play off

### Čtvrtfinále
- EHC Linz - UPC Vienna Capitals 4:3 na zápasy (3:4p, 3:2p, 3:0, 3:1, 3:6, 2:4, 8:3)
- KHL Medveščak Záhřeb - HC Orli Znojmo 4:0 na zápasy (3:1, 5:2, 5:0, 5:4)
- SAPA Fehervar AV19 - HDD Olimpija Lublaň 2:4 na zápasy (7:2, 1:2p, 8:1, 4:6, 1:2, 3:4)
- EC Red Bull Salzburg - EC KAC 2:4 na zápasy (5:3, 4:5p, 4:2, 2:4, 1:2, 2:5)

### Semifinále
- EHC Linz - HDD Olimpija Lublaň 4:1 na zápasy (4:2, 4:3p, 6:1, 1:2, 5:2)
- KHL Medveščak Záhřeb - EC KAC 1:4 na zápasy (0:4, 1:4, 3:2, 1:4, 2:5)

### Finále
- EHC Linz - EC KAC 4:1 na zápasy (2:3, 3:2, 6:2, 4:1, 3:1)

## Nejproduktivnější hráči za celou sezónu
| Poř. | Hráč               | Klub                 | Počet utkání | Branky | Asistence | Body |
| ---- | ------------------ | -------------------- | ------------ | ------ | --------- | ---- |
| 1.   | John Hughes        | Olimpija Lublaň      | 61           | 25     | 55        | 80   |
| 2.   | Mike Ouellette     | EHC Linz             | 66           | 25     | 47        | 72   |
| 3.   | Rob Hisey          | EHC Linz             | 65           | 18     | 45        | 63   |
| 4.   | Benoit Gratton     | Vienna Capitals      | 49           | 21     | 40        | 61   |
| 5.   | Ryan Kinasewich    | Medveščak Záhřeb     | 59           | 27     | 33        | 60   |
| 6.   | Istvan Sofron      | SAPA Fehervar AV19   | 56           | 34     | 25        | 59   |
| 7.   | Danny Irmen        | EHC Linz             | 65           | 32     | 27        | 59   |
| 8.   | Thomas Raffl       | EC Red Bull Salzburg | 56           | 17     | 42        | 59   |
| 9.   | Gregor Baumgartner | EHC Linz             | 66           | 31     | 27        | 58   |
| 10.  | Jonathan Ferland   | Vienna Capitals      | 47           | 30     | 27        | 57   |